# Šumska datulja
Šumska datulja (lat. Phoenix sylvestris), jedna od desetak vrsta u rodu datula. Domoviona joj je Azija: zapadna Himalaja, Andamani, Assam, Bangladeš, Mjanmar, Nepal, Pakistan, Indija, a uvezena je u jugoistočnu Kinu, Privjetrinske otoke, Mauricijus, Portoriko i Šri Lanku.
U Indiji od cvjetova ove palme proizvode šećer i alkohol, dok se od plodova proizvodi žele.

## Vanjske poveznice
|  | Zajednički poslužitelj ima još gradiva o temi Phoenix sylvestris |
|  | Wikivrste imaju podatke o taksonu Phoenix sylvestris             |